# Kōrei

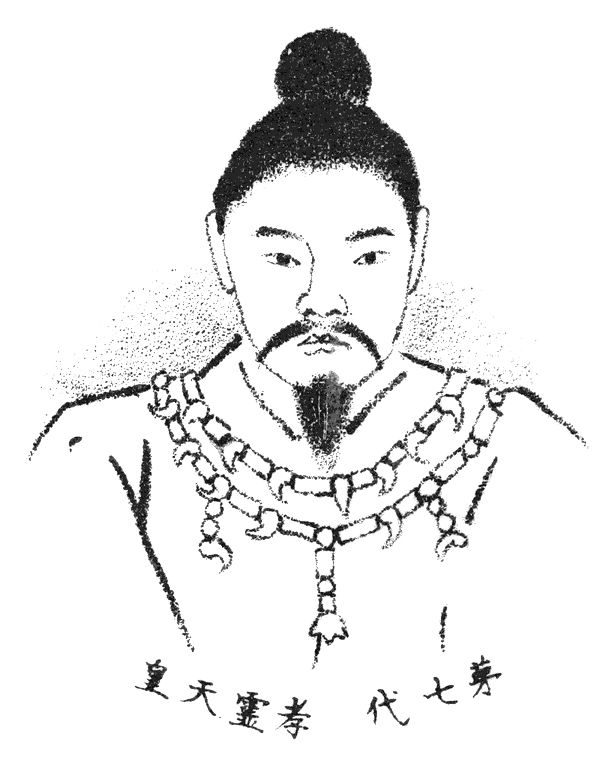
Emperador Kōrei

L'emperador Kōrei (孝霊天皇, Kōrei Tennō) va ser el 7è emperador del Japó que apareix en la tradicional llista d'emperadors.
No existeixen dades exactes sobre aquest emperador, cosa que ha dut a considerar-lo com a llegendari pels historiadors.
En el Kojiki i el Nihon Shoki només n'anomena el seu nom i genealogia. La tradició li atribueix el naixement el 342 aC i la mort el 215 aC i situa el començament del seu regnat el 290 aC.
Si bé la tradició afirma que va existir realment i li va atribuir, fins i tot, una tomba, els estudis històrics moderns tendeixen a demostrar que aquest personatge no va existir mai.